# Индепенденте (футбольный клуб, Тукуруи)
«Индепенде́нте» — бразильский футбольный клуб из города Тукуруи, штата Пара.

## История
Клуб основан 28 ноября 1972 года, домашние матчи проводит на стадионе «Навегантан», вмещающем 8 200 зрителей. 
В 2009 году клуб занял первое место во второй лиге Параэнсы. Главным достижением «Индепенденте» является победа в чемпионате штата Пара в 2011 году, при счете 3-3 победив «Пайсанду» в серии послематчевых пенальти (0 у «Пайсанду» против 3 у «Индепенденте»). В том же году клуб выступил в Серии D Бразилии, где занял 8-е место.
Победа «Индепенденте» в чемпионате штата Пара прервала гегемонию двух самых титулованных клубов штата — «Пайсанду» и «Ремо», выигрывавших Лигу Параэнсе с 1989 года. Если же учитывать достижения третьего клуба, «Туна Лузо», 10-кратного чемпиона штата, то «Индепенденте» прервал серию побед трёх клубов, которая началась ещё в 1911 году.

## Достижения
- Чемпион Лиги Параэнсе (1): 2011